# Mirkóczki Ádám
Mirkóczki Ádám (Eger, 1978. június 23. –) újságíró, politikus, a Jobbik Magyarországért Mozgalom korábbi országgyűlési képviselője, a párt szóvivője és Egyházügyi Kabinetjének elnöke. 2019. október 13-tól 2024. szeptember 30-ig Eger polgármestere. 2020-ban kilépett a Jobbikból.

## Tanulmányai
1997-ben érettségizett az egri Gárdonyi Géza Ciszterci Gimnáziumban. 1998-ban gyermek- és ifjúságvédelmi ügyintéző képesítést szerzett ugyanott. 2002-2007 között az Eötvös Loránd Tudományegyetem Társadalomtudományi Karán, szociológia szakon tanult. 2007-ben államvizsgázott.
2004 és 2006 között a Századvég Politikai Iskola egri tagozatának hallgatója volt. 2007-ben újságíró-szerkesztő képesítést szerzett Budapesten, a Független Újságírók Szövetségének képzésén.

## Közéleti tevékenysége
2007-től rendszeresen publikált a Kárpátia című lapban. 2008-ban a Rádió Eger hírszerkesztője, majd 2010-ig a Szent István Rádió műsorvezető-szerkesztője volt.
A 2006-os őszi események után a nemzeti tábor építésében segédkezett. 2007-ben Feldebrőn lett önkormányzati képviselő. 2008-ban lépett be a Jobbik Magyarországért Mozgalomba. 2009-ben megválasztották a Jobbik Heves megyei alelnökévé, majd elnökévé.
2009-től a párt Egyházügyi Kabinetének elnöke. 2010 júniusától a Jobbik szóvivője. A 2010-es országgyűlési választásokon a párt országos listájáról szerzett mandátumot.
2019-ben az ellenzéki pártok támogatásával, egyesületi színekben (Egységben a Városért Egyesület) megnyerte az önkormányzati választásokat, Egerben.
Egykori Országgyűlési bizottsági tagságai:
- a Emberi jogi, kisebbségi, civil- és vallásügyi bizottság tagja
- a Nemzetbiztonsági bizottság tagja

## Magánélete
2005-ben nősült, felesége magyar-történelem szakos tanár. Három gyermek édesapja.

## Művei
- Új irány. Az élhető, erős, biztonságos és fejlődő Egerért; Jobbik Egri Szervezete, Eger, 2014